# 팡족

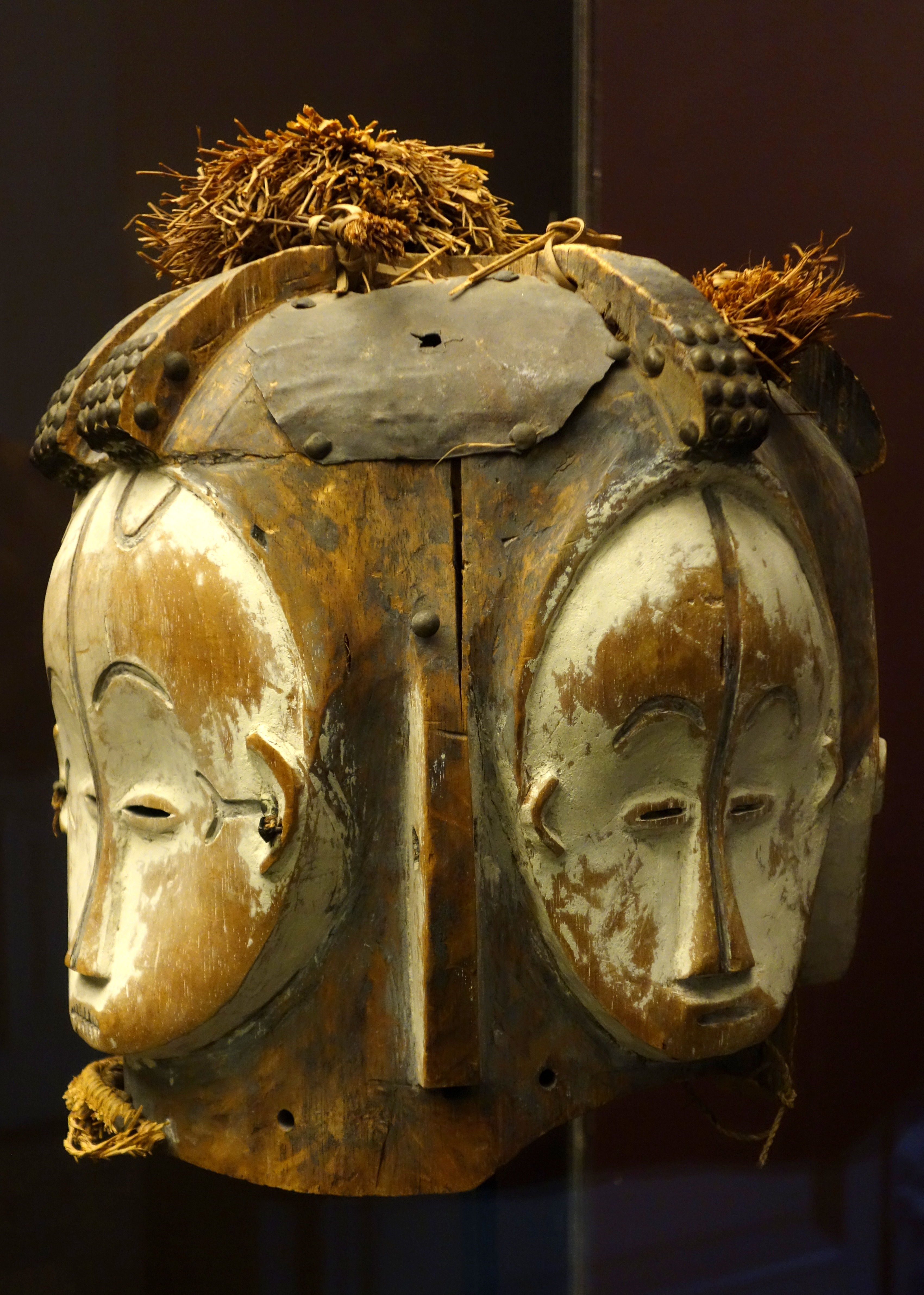
팡족의 전통 4면 응곤탕(Ngontang) 가면

팡족(Fang) 또는 파윈족(Pahouin)은 적도기니와 가봉 북부, 카메룬 남부에 거주하는 민족으로, 반투어의 일종인 팡어를 모어로 사용한다. 목축업, 농업, 수렵 등을 생업으로 하고, 2000년 기준 40여만 명이 존재한다. 적도기니에서는 총 인구의 약 85%를 차지하는 다수 민족인데, 인구는 리오무니 지역에 집중되어 있다. 가봉에서도 인구의 약 4분의 1을 차지하여 최대 민족 집단이다.
이들은 더 북쪽의 베티족(Beti)이나 남쪽의 불루족(Bulu) 등과 함께 베티-파윈족(Beti-Pahuin)이라는 더 큰 민족 계통의 일부분을 이룬다.